# 祖父江昭二
祖父江 昭二（そふえ しょうじ、1927年9月3日 - 2012年1月15日）は、日本近代文学・演劇の研究者。

## 人物
兵庫県出身、愛知県名古屋市で育つ。武蔵高等学校卒、1952年東京大学文学部美学美術史学科卒業。1957年同大学文学部大学院（旧制）修了。1960-1965年東京都立戸山高等学校講師。和光大学助教授、教授を務め、1997年定年となり名誉教授。劇団民藝顧問。

## 著書
- 『近代日本文学への探索 その方法と思想と』未来社, 1990
- 『二〇世紀文学の黎明期 「種蒔く人」前後』新日本出版社, 1993
- 『近代日本文学への射程 その視角と基盤と』未來社, 1998
- 『二〇世紀文学としての「プロレタリア文学」 さまざまな経路から』清水博司企画編集. エール出版社学術部, 2016
- 『久保栄・「新劇」の思想』清水博司 企画編集. エール出版社学術部, 2018

### 共編
- 『近代文学評論大系 5 大正期. 2』遠藤祐共編 角川書店, 1972
- 『近代文学評論大系 6 大正期 3・昭和期 1』三好行雄共編　角川書店, 1973